# Donald T. Campbell
Donald Thomas Campbell (20. listopadu 1916 – 5. května 1996) byl americký psycholog, 33. nejcitovanější psycholog 20. století. Snažil se skloubit evoluční teorii a darwinistická hlediska s psychologií. Hovořil v této souvislosti o evoluční epistemologii, tedy oboru, který by zkoumal, jak evoluce vytvořila kognitivní (poznávací) aparáty člověka a proč. K ceněným příspěvkům patří zejména jeho teorie kreativity a její evoluční role. Protože se domníval, že objevil "univerzální darwinismus", jakési obecné evoluční vzorce všech systémů (tzv. "blind-variation-and-selective-retention"), snažil se zasáhnout i do jiných oborů, například sociologie (zejm. kniha The Experimenting Society), antropologie či biologie. Napsal též práce věnované obecné metodologii ve vědě. Je tvůrce tzv. Campbellova pravidla.

## Život
V roce 1939 promoval z psychologie na Kalifornské univerzitě v Berkeley. Poté, co sloužil v US Naval Reserve během druhé světové války, získal doktorát v psychologii v roce 1947 od Kalifornské univerzity v Berkeley. Poté působil na fakultách státu Ohio, University of Chicago, Northwestern a Lehigh. Vyučoval na univerzitě v Lehighu, kterou založil Donald T. Campbell Award for Social Science Research. Předtím působil na fakultě Univerzity Syracuse Maxwell v letech 1979-1982 a Northwestern University v letech 1953 až 1979. V roce 1977 přednášel na Harvardově univerzitě. V červnu 1981 uspořádal spolu s Alexandrem Rosenbergem mezinárodní konferenci, která se konala v Cazanovia v New Yorku, aby formuloval program toho, co nazval "Epistemologicky relevantní sociologie vědy" (ERRES). Campbell byl zvolen do Národní akademie věd v roce 1973. V roce 1975 se stal prezidentem Americké psychologické asociace. Mezi jeho dalšími vyznamenáními bylo např. ocenění Distinguished Scientific Contribution (Americká psychologická asociace), ocenění Významného přínosu výzkumu ve vzdělávání (American Educational Research Association) a čestné tituly z univerzit v Michiganu, na Floridě, v Chicagu a jižní Kalifornii. Campbell přispěl v široké řadě oborů, včetně psychologie, sociologie, antropologie, biologie, statistiky a filozofie. Hlavním cílem jeho kariéry byla studie o falešných znalostech, předpojatostech a předsudcích a o tom, jak jsou propojeny se záležitostmi od rasových vztahů až po akademické obory, kde chybné teorie přežívají díky těm, kteří v nich mají vlastní zájmy.